# Joan Hinton
Joan Hinton (nombre chino: 寒春, pinyin: Hán Chūn; Chicago, 20 de octubre de 1921-Pekín, 8 de junio de 2010) fue una física nuclear estadounidense y una de las pocas mujeres científicas que trabajó para el Proyecto Manhattan en Los Álamos. Vivió en la República Popular China después de 1949, donde junto a su esposo Erwin (Sid) Engst participaron en los esfuerzos de China por desarrollar una economía socialista, trabajando extensamente en la agricultura. Vivía en una granja lechera al norte de Pekín antes de su muerte el 8 de junio de 2010.

## Biografía
El 20 de octubre de 1921, Hinton nació como Joan Chase Hinton en Chicago, Illinois. Su madre, Carmelita Hinton, era educadora y fundadora de The Putney School, una escuela progresista independiente en Vermont. Su padre, Sebastian Hinton, era abogado (quien también fue el inventor de las barras de mono).
Su hermana, Jean Hinton Rosner (1917-2002), fue activista por los derechos civiles y la paz. El bisabuelo de Hinton fue el matemático George Boole, y su abuelo el matemático Charles Howard Hinton. Ethel Lilian Voynich, una tía abuela, fue la autora de El tábano, una novela que luego leyeron millones de lectores soviéticos y chinos.
Hinton se graduó en la Putney School, donde sus habilidades como esquiadora la cualificaron para formar parte en 1940 del equipo de esquí de Estados Unidos en los Juegos Olímpicos de Invierno, si se hubieran celebrado ese año. Estudió física en el Bennington College y se licenció en ciencias naturales en 1942. En 1944, Hinton se doctoró en Física por la Universidad de Wisconsin-Madison.

## Trayectoria

### Científica nuclear
Durante la Segunda Guerra Mundial, Hinton estuvo en Los Álamos para el Proyecto Manhattan. Bajo la supervisión del físico italiano Enrico Fermi, calibró detectores de neutrones para ser utilizados en la prueba de Alamogordo.

Observó la prueba Trinity y escribió sobre ella:
Era como estar en el fondo de un océano de luz. Nos bañaba desde todas las direcciones. La luz se retiraba hacia el interior de la bomba como si ésta la absorbiera. Luego se volvió púrpura y azul y subió y subió y subió. Seguíamos hablando en susurros cuando la nube alcanzó el nivel en el que la luz del sol ascendente la golpeó y despejó las nubes naturales. Vimos una nube oscura y roja en la parte inferior y con luz diurna en la superior. Entonces, de repente, nos llegó el sonido. Era muy agudo y retumbaba y todas las montañas retumbaban con él. De repente empezamos a hablar en voz alta y nos sentimos expuestos al mundo entero.
Hinton quedó conmocionada cuando, tres semanas después, el gobierno estadounidense, lanzó bombas nucleares sobre Hiroshima y Nagasaki. Dejó el Proyecto Manhattan y presionó al gobierno de Washington para que internacionalizara la energía nuclear.

### Traslado a China
Su hermano William H. Hinton (1919-2004) había viajado a China por primera vez en 1937 y regresó después de la guerra. Su libro Fanshen: Documentary of Revolution in a Chinese Village (Fanshen: Documental de la revolución en un pueblo chino), publicado en 1966 después de muchos años de obstáculos, describía sus observaciones sobre la reforma agraria en la zona del noroeste de China ocupada por los comunistas.
En marzo de 1948, Hinton viajó a Shanghai, trabajó para la política Soong Ching-ling, viuda del presidente Sun Yat-sen, y trató de establecer contactos con los comunistas chinos. Fue testigo de cómo los comunistas tomaban el control de Beijing en 1949 y se mudó a Yan'an, donde se casó con Erwin Engst, que había estado trabajando en China desde 1946. Tras vivir 5 meses en cuevas, en 1949, se trasladaron a Mongolia Interior para trabajar en una granja estatal, donde vivían pobremente en una aldea llamada Chunchuan, sin electricidad ni radio. En un momento dado, el pueblo fue atacado por bandidos. En Estados Unidos nadie conocía su paradero, salvo la familia y un círculo de científicos. En octubre de 1952, Hinton se presentó en Beijing, asistiendo a la Conferencia de Paz de Asia y el Pacífico, donde denunció el bombardeo atómico de Hiroshoma. Esto desencadenó una respuesta paranoica en Estados Unidos, que la acusó de estar dispuesta a ayudar a China a desarrollar armas nucleares. Durante las audiencias entre el Ejército y Joseph McCarthy se hicieron preguntas sobre su hermano William. En mayo de 1955, la pareja y sus tres hijos se trasladaron a una granja cerca de Xi'an durante el periodo del Gran Salto Adelante. En abril de 1966, la familia se trasladó a Beijing para trabajar como traductores y editores al comienzo de la Revolución Cultural.
Después de 1956, Hinton finalmente obtuvo la residencia permanente para vivir en China y decidió conservar su ciudadanía estadounidense.

El 29 de agosto (o en junio, según otra fuente) de 1966, Joan Hinton, Erwin Engst y otros dos estadounidenses que vivían en China: Bertha Sneck (Shǐ Kè史克, que había estado casada anteriormente con William, el hermano de Joan) y Ann Tomkins. (Tāngpǔjīnsēn汤普金森), firmaron un cartel propagandista colocado en la Oficina de Expertos Extranjeros en Beijing con el siguiente texto: 
¿Qué monstruos y fanáticos mueven los hilos para que los extranjeros reciban este trato? Los extranjeros que trabajan en China, no importa su origen de clase, no importa su actitud hacia la revolución, todos reciben "cinco noes y dos tienen": los cinco noes-primero: no al trabajo físico, segundo: no a la reforma de pensamiento, tercero: no a contactos con obreros y campesinos, cuarto: no a la participación en la lucha de clases, quinto: no a la participación en la lucha de producción; los dos tienen-primero: tienen un nivel de vida excepcionalmente alto, segundo: tienen todo tipo de especialización. ¿Qué concepto es éste? Esto es jruschovismo, esto es pensamiento revisionista, ¡esto es explotación de clase! [...] Exigimos: [...] Séptimo: el mismo nivel de vida y el mismo nivel del personal chino; octavo: no más especialización. ¡Viva la Gran Revolución Cultural Proletaria!
Se mostró una copia del cartel al presidente Mao Zedong, que emitió una directiva que decía que "los expertos extranjeros revolucionarios y sus hijos deberían ser tratados igual que los chinos". En 1972, Joan Hinton y Erwin Engst comenzaron a trabajar nuevamente en la agricultura en la Comuna de la Estrella Roja de Beijing. En junio de 1987, William Hinton fue a la ciudad de Dazhai en la provincia de Shanxi para observar los cambios provocados por las políticas de reforma, y en agosto de 1987, Joan Hinton también se quedó en Dazhai.
En una entrevista de 1996 con el canal de televisión CNN, después de casi 50 años en China, afirmó que "[nosotros] nunca tuvimos la intención de quedarnos en China tanto tiempo, pero estábamos demasiado atrapados para irnos". Hinton describió los cambios que ella y su esposo habían presenciado en China desde el comienzo de las reformas económicas de Deng Xiaoping a fines de la década de 1970. Afirmaron que "han visto desmoronarse su sueño socialista" a medida que gran parte de China abrazó el capitalismo. En una entrevista concedida a la MSNBC en 2004, señaló su valoración crítica de los cambios económicos como "traiciones a la causa socialista" y lo que ella describe como un aumento de la explotación en la sociedad china.
Hinton vivía sola tras la muerte de su marido en 2003. Sus tres hijos se mudaron a Estados Unidos, y Hinton señaló que "probablemente se habrían quedado si China todavía fuera socialista". Hinton retuvo su ciudadanía estadounidense, que consideró "conveniente para viajar". Su hijo, Yang Heping (Fred Engst) regresó a Beijing en 2007 como profesor en la Universidad de Economía y Negocios Internacionales.
En su ensayo de 2005 titulado The Second Superpower (La segunda superpotencia), Hinton declaró: "Hay dos superpotencias opuestas en el mundo actual: Estados Unidos por un lado y la opinión pública mundial por el otro. El primero se nutre de la guerra. La segunda exige paz y justicia social”.
Permaneció activa en la pequeña comunidad de expatriados en Beijing, protestando contra la guerra en Irak .

## Personal
En 1949, Hinton se casó con Erwin Engst (1919–2003), un experto en ganado lechero, en Yan'an, provincia de Shaanxi, China. Hinton tuvo dos hijos, Bill y Fred Engst y una hija, Karen Engst. En 1923, el padre de Hinton ingresó en una clínica para recibir tratamiento, pero mientras estaba allí se suicidó.
El 8 de junio de 2010, Hinton murió en Beijing, China. Tenía 88 años.

### En Inglés
- Joan Hinton: From a Farm in Sian : Carta a Anna Louise Strong (12 de enero de 1963)
- Joan Hinton: La Segunda Superpotencia Archivado el 6 de diciembre de 2021 en Wayback Machine. (Vigilia Internacional por la Paz de Beijing)
- Rafal T. Prinke: Los Booles y familias afines
- Li Jing: Beijing emite 'tarjetas verdes' a extranjeros ( China Daily, 23 de agosto de 2004)
- Rob Gifford: Retratos de una China cambiante : la maoísta estadounidense Joan Hinton ( Radio Pública Nacional, 3 de septiembre de 2002)
- Caroline L. Herzenberg: Mujeres de Hyde Park en el Proyecto Manhattan ( Hyde Park Historical Society 2004)
- Charles W. Hayford, "Joan Hinton (1921-2010)", The China Beat (15 de julio de 2010)
- Staunch Proletarian Internationalists and Anti-imperialist Fighters ( Red Internacional de Estudios Filipinos, 1 de agosto de 2002)
- Robert F. Tinker: Normas científicas: promesas y peligros . En: Hands On!, (Cambridge: MA, TERC), v. 16, no.1 (primavera de 1993), págs. 2, 17–19.
- Seth Faison: Los compañeros de viaje de la historia se aferran al camino de Mao ( New York Times, 28 de agosto de 1996)
- Andrea Koppel: Estadounidenses izquierdistas en China lamentan el cambio al capitalismo ( CNN, 1 de octubre de 1996), con foto de Sid Engst y Hinton
- Catherine Rampell : La espía atómica que escapó desertor estadounidense a la China maoísta no contenta con 56 años de progreso ( NBC, 13 de agosto de 2004)
- Brauchli, Marcus. "Para los extranjeros que buscan una nueva vida, las reformas del mercado chino son una traición". Diario de Wall Street . 11 de septiembre de 1999.
- Sangre rara donada para salvar a un amigo estadounidense ( China Daily, 23 de octubre de 2003)
- The Blonde Atomic Traitress Gerry Kennedy cuenta la historia de Joan y William Hinton. Transmitido en BBC Radio 4, 14 de mayo de 2007

### En chino
- Zhōngguó nóngjīyuàn nóngjī shìyànzhàn jiǎnjiè 中国农机院农机试验站简介 Archivado el 14 de marzo de 2009 en Wayback Machine.(una introducción a la granja de Joan Hinton; Academia China de Ciencias de Mecanización Agrícola )
- Měi nǚ hédàn zhuānjiā Zhōngguó yǎng niú 57 nián cháng gěi zǒnglǐ dì zhǐtiáo 美女核弹专家中国养牛57年 常给总理递纸条) (Una estadounidense experta en bombas nucleares lleva 57 años criando ganado en China; a menudo le escribe a el primer ministro; China Radio International, 3 de octubre de 2005
- Nà shì wǒ de gēgē Hán Dīng 那是我的哥哥韩丁(Ese es mi hermano Bill Hinton; Haidian dang'anguan )
- Yáng Zhènníng 杨振宁: Yáng Zhènníng yǎn zhōng de tóngchuāng hǎoyǒu Dèng Jiàxiān 杨振宁眼中的同窗好友邓稼先 Archivado el 3 de marzo de 2016 en Wayback Machine.(Deng Jiaxian a los ojos de su buen amigo Yang Zhenning; 1 de octubre 3, 2004)
- Yáng Zǎo Hán Chūn duì Zhōngguó rǔyè zhī gòngxiàn 阳早寒春对中国乳业之贡献(Contribuciones de Erwin Engst y Joan Hinton a la industria láctea china; Beijing Youth Daily, enero de 2004)
- Lǐ Yán 李言: Yī shēng gān wéi Zhōngguó niú 一生甘为中国牛 Archivado el 6 de febrero de 2012 en Wayback Machine.( Guangming Daily, 26 de mayo de 2004)
- Cānjiā "wéngé" de wàiguórén 参加“文革”的外国人 Archivado el 4 de marzo de 2016 en Wayback Machine.(Extranjeros que participaron en la "Revolución Cultural"; Hanwang, 14 de marzo de 2002)